# Glenn Ashby
Glenn Ashby (ur. 1 września 1977 w Bendigo) – australijski żeglarz sportowy, wicemistrz olimpijski, dwukrotny mistrz świata.
Srebrny medalista igrzysk olimpijskich w 2008 roku (z Darrenem Bundockiem) w klasie Tornado. 
Złoty medalista mistrzostw świata w 2006 i 2008 roku.